# 李大奔
李大奔（1995年4月16日—），原名李雨恒，英文名Benzo，湖北荆州人，说唱歌手。2017年《中国有嘻哈》潘玮柏组3强，全国9强，《中国新说唱2020》季军。2018年，发行个人专辑《PRETTY:23》。

## 音乐作品

### 個人录音室專輯
| 年份   | 專輯名稱                 |
| ------ | ------------------------ |
| 2021年 | 致命一辑 Bedroom Revenge |

### 單曲
- 请别打给我 (2017年7月22日推出)
- KOMETOWN (2017年12月23日推出)
- 因为你知道的 (2017年12月23日推出)
- HRTBRK (2017年12月23日推出)
- MONEY DANCE (2018年2月15日推出)
- 不想忘了她（2018年4月16日推出）
- 一楼（2018年7月11日推出）
- 杀死浪漫Romantic（2018年8月9日推出）
- 正中红心Bang!（2019年2月14日推出）
- 随便谁WHOEVER（2019年4月16日推出）
- 芥末WASABI（2019年7月10日推出）
- 今朝有酒（2019年11月20日推出）
- 不可二世（2020年6月10日推出）
- 狗男人（2020年8月5日推出）
- 床地面沙发（2020年10月15日推出）
- 脉搏（2020年10月21日推出）
- 别难过了，你的烟不够（2020年12月18日推出）
- 坏孩子（2020年12月18日推出）
- 北京冷（2021年1月15日推出）